# مالكية (إسرائيل)
مالكية هو كيبوتس في شمالي إسرائيل. يقع بالقرب من الحدود اللبنانية وكريات شمونة، ويندرج ضمن اختصاص مجلس الجليل الأعلى الإقليمي. وفي عام 2006 كان عدد سكانه 329.
أنشئت القرية في مارس 1949 من قبل ستة جنود سابقين من البلماح تم تسريحهم في نهاية حرب 1948. سميت على اسم قرية المالكية الفلسطينية المهجرة.

## معرض صور

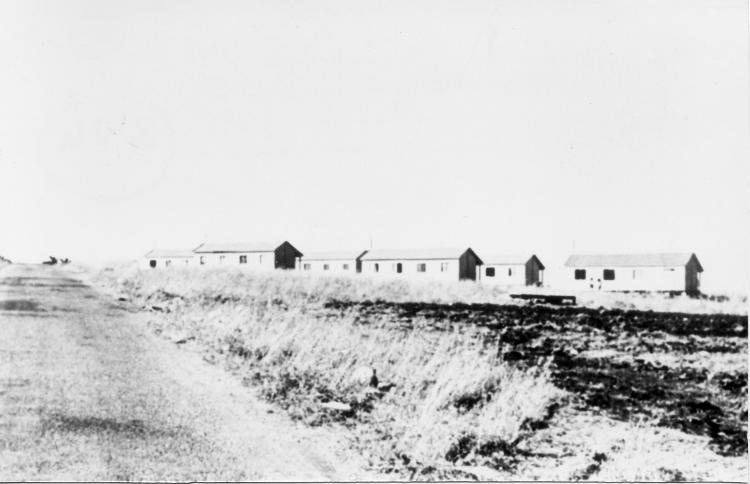
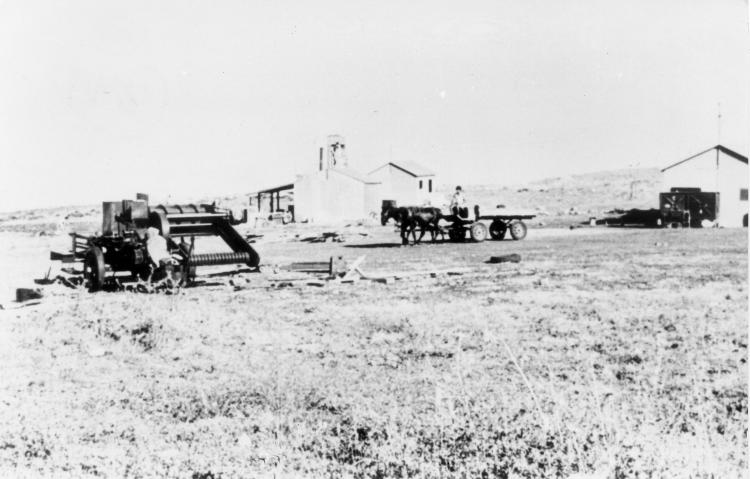
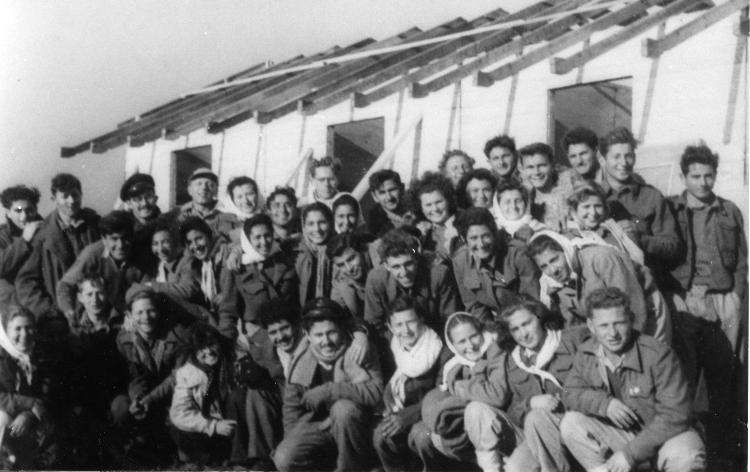
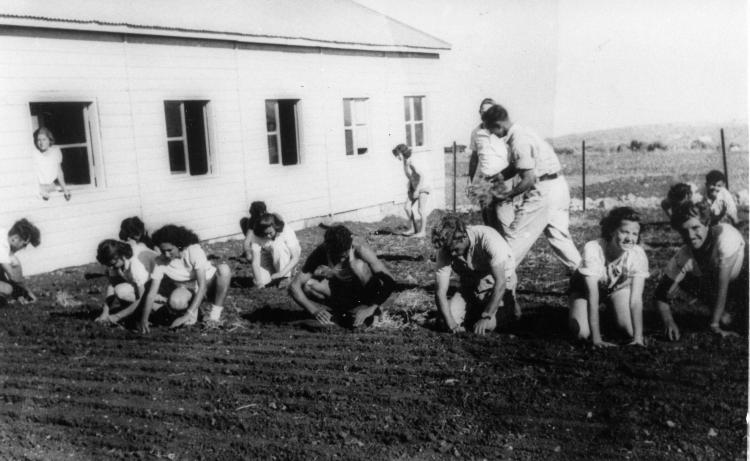

## روابط خارجية
- الموقع الرسمي للكيبوتس